# Тацат Андзеваці
Тацат Андзеваці (вірм. Տաճատ Անձևացի; д/н —785) — 15-й гахерец ішхан (головуючий князь) в 781—785 роках.

## Життєпис
Походив зі шляхетського роду Андзеваці. Син Григора, нахарара Андзеваціка. Ймовірно в 740-х роках брав участь у повстанні під проводом Григора Маміконяна. Після поразки у 753 році Мушела Маміконяна перебрався до Візантійської імперії, де вступив на службу до імператора Костянтина V ставши заповзятим іконоборцем.
Відзначився у війнах проти булгар, отримавши близько 760 року посаду стратега феми (якої саме невідомо). Потім до 776 року був очільником феми Букеларії. Того ж року він очолив військо у кампанії проти арабів, дійшовши до Самосати. У 778 році служив вже під орудою Михайла Лаханодракона, взявши участь в поході на Германіке. У 781 році відзначився у битві біля Кесарії.
Наприкінці 781 року перейшов на бік халіфа аль-Хаді. Це сталося або через конфлікт з логофетом Ставрікієм, або через побоювання за себе за іконоборство з огляду на прихильність до іконошанування регентши Ірини. В будь-якому разі раптова зрада Тацата призвела до поразки візантійського війська.
На дяку за це призначається гахерец ішханом Вірменії. Був вірним багдадським халіфам. 785 року брав участь у військовій кампанії проти Хозарського каганату і албанського князя Степаноса I, в якій загинув на Каранському полі біля Дербенту (за іншими повідомленнями помер від сонячного удару. Новим гахерецішханом було призначено Ашота IV Багратуні.